# Słostowscy herbu Pilawa

Herb Pilawa

Słostowscy herbu Pilawa – polski ród szlachecki z województwa sieradzkiego, ziemi przemyskiej i ciechanowskiej.

## Historia
Z tego rodu znany jest Erazm z Słostowa, który w 1453 roku był podsędekiem ciechanowskim oraz ksiądz, Jan Słostowski, który stał się dziedzicem ogromnego majątku, należącego do swego bezpotomnego stryja Arianina, jednakże, ponieważ wstąpił do zakonu jezuitów - majątek mu nie przysługiwał.